# Cristiano IV di Danimarca
Cristiano IV di Danimarca, Christian IV (Castello di Frederiksborg, 12 aprile 1577 – Copenaghen, 28 febbraio 1648), fu re di Danimarca e di Norvegia.

## Biografia

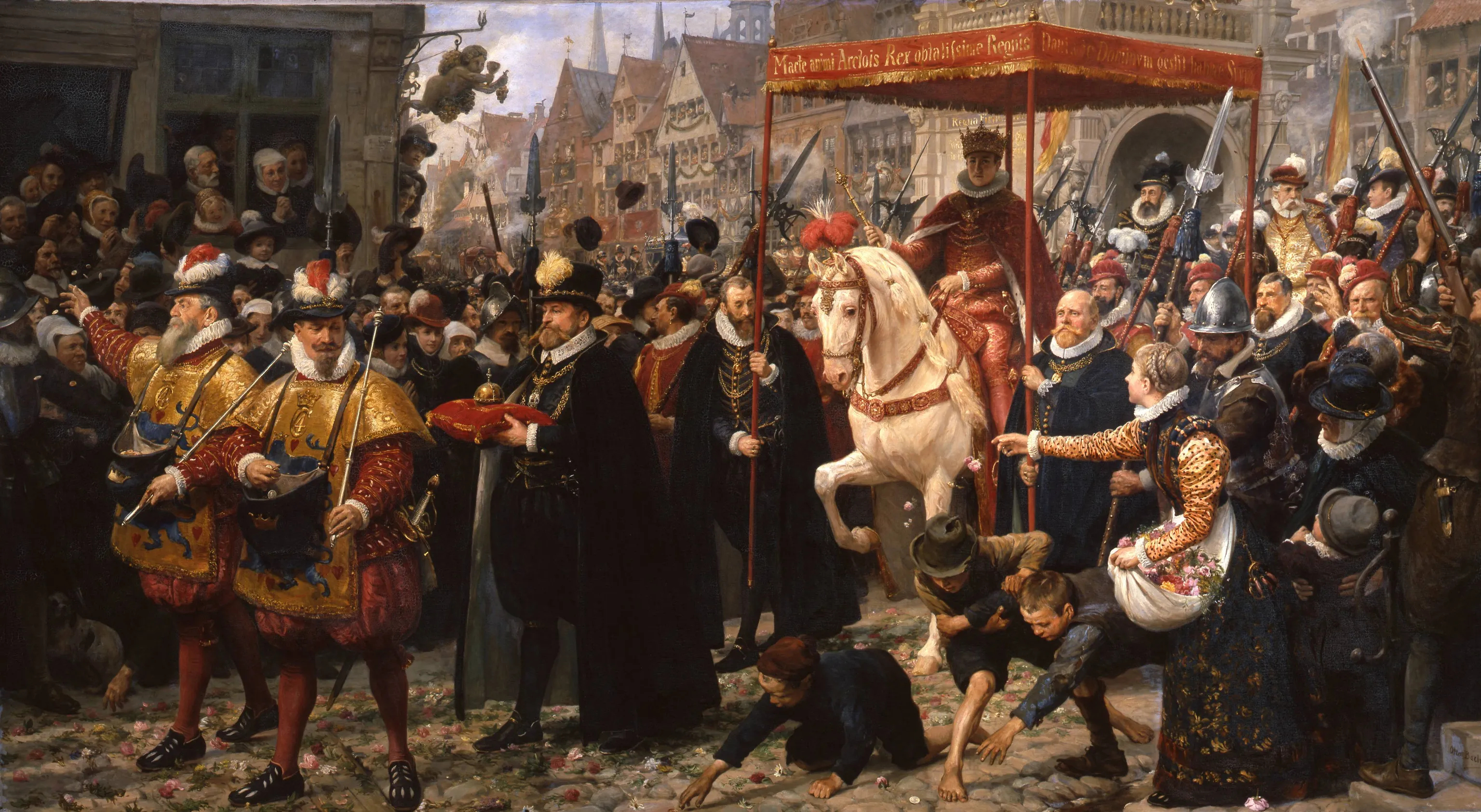
L'incoronazione di Cristiano IV, dipinto di Otto Bache, 1887.

Cristiano nacque al castello di Frederiksborg, il figlio del re Federico II di Danimarca, e di sua moglie, Sofia di Meclemburgo-Güstrow.
Salì al trono all'età di 11 anni, alla morte di suo padre, il 4 aprile 1588. Ricevette un'ottima educazione ed era uno studente testardo e di talento. Data la giovane età i primi anni di governo della Danimarca furono gestiti da un apposito consiglio di nobili detta Consiglio del Regno fino al momento della sua incoronazione il 29 agosto 1596.

## Regno

### Riforme economiche e militari
Cristiano aveva un interesse per molti e vari argomenti, tra cui una serie di riforme interne e il miglioramento degli armamenti nazionali danesi. Nuove fortezze vennero costruite sotto la direzione di ingegneri olandesi. La marina danese, che nel 1596 comprendeva ventidue navi, nel 1610 è salita a sessanta, alcuni dei quali costruiti in base ai progetti del sovrano. La formazione di un esercito nazionale si è rivelata più difficile e Cristiano si affidò principalmente a mercenari, oltre che incrementare la coscrizione dei contadini delle terre della Corona.
Vennero fondate diverse città mercantili e fabbriche. Egli ha anche costruito un gran numero di edifici in stile rinascimentale olandese.

### La Guerra di Kalmar
La pericolosa vicinanza dell'emergente Regno di Svezia lo portò, già nel 1611 allo scontro armato con gli svedesi. La cosiddetta Guerra di Kalmar contro gli svedesi terminò nel 1613 e la Danimarca ottenne la cessione di alcuni territori norvegesi fino a quel momento occupati dalla Svezia nel tentativo di trovare uno sbocco nel mare che non li vincolasse al pagamento del dazio imposto dalla Danimarca per il passaggio delle navi mercantili svedesi verso il Mare del Nord.

### La Danimarca nella guerra dei Trent'anni

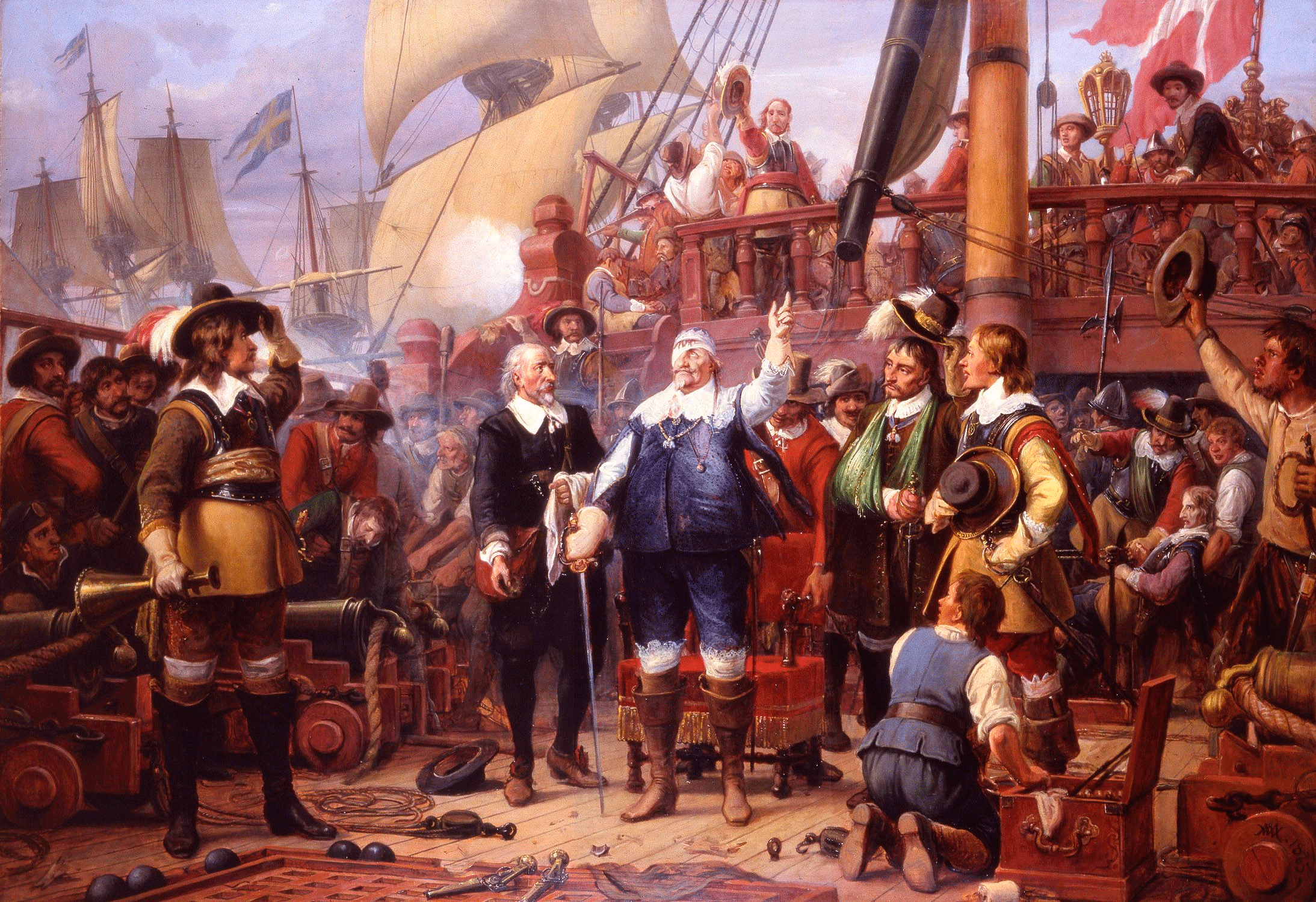
Cristiano IV nella battaglia di Colberger Heide

Da quel momento il regno di Cristiano IV fu volto al predominio sul Mar Baltico e il Mare del Nord e cominciò a guardare con interesse crescente alle terre del nord della Germania, in particolare ai porti delle città anseatiche di Brema e di Amburgo.
Nel 1625 i protestanti tedeschi, orfani del loro paladino Federico V Elettore Palatino che aveva rovinosamente condotto la prima parte dello scontro interreligioso tedesco, chiesero al re di Danimarca, che era anche cognato di Federico V, l'intervento armato per fermare il dilagare della Lega Cattolica dell'Imperatore Ferdinando II anche nelle terre luterane.
Ma la tendenza espansionistica danese s'infranse dopo alcune rovinose battaglie che portarono all'occupazione temporanea della penisola dello Jutland e la successiva Battaglia di Lutter che di fatto chiuse il periodo danese della Guerra dei Trent'anni. La Pace di Lubecca del 1629 rese comunque alla Danimarca le terre occupate dagli eserciti della Lega.
Entrato in conflitto con il Consiglio del Regno, un'assemblea di nobili creata al tempo della minore età di Cristiano, il re danese cercò di acquisire nuovo lustro con una nuova guerra contro il prepotere della Svezia che ormai aveva sostituito la Danimarca come referente dei Principi elettori protestanti tedeschi.
Questa nuova e disastrosa guerra detta Guerra di Torstenson (1643-1645) bloccò il predominio danese sul Nord Europa ma non fu priva di momenti eroici come quello della battaglia navale di Colberger Heide del luglio 1644 alla quale lo stesso Cristiano IV partecipò in prima linea, perdendo anche un occhio, ma ammantandosi di un alone di eroismo mai avuto prima da un re danese.
La pace di Brömsebro (agosto 1645) impose alla Danimarca e alla Norvegia numerose perdite territoriali a favore della Svezia e il ridimensionamento del ruolo del regno danese-norvegese nello scacchiere europeo.

## Matrimoni

### Primo Matrimonio
Sposò, il 27 novembre 1597, Anna Caterina del Brandeburgo, figlia di Gioacchino III Federico di Brandeburgo. Ebbero sei figli:
- Federico (15 agosto 1599-9 settembre 1599);
- Cristiano di Danimarca (10 aprile 1603-2 giugno 1647), sposò Maddalena Sibilla di Sassonia;
- Sofia (4 gennaio 1605-7 settembre 1605);
- Elisabetta (13 marzo 1606-24 ottobre 1608);
- Federico (18 marzo 1609-9 febbraio 1670);
- Ulrico (2 febbraio 1611-12 agosto 1633).

### Secondo Matrimonio
Sposò morganaticamente, il 31 dicembre 1615, Kirsten Munk, da cui divorziò nel 1630. Ebbero dodici figli:
- figlio (nato e morto 1615);
- figlio (nato e morto 1617);
- Anna Caterina (10 agosto 1618-20 agosto 1633);
- Sofia Elisabetta (20 settembre 1619-24 aprile 1657);
- Leonora Cristina (8 luglio 1621-16 marzo 1698);
- Valdemar Cristiano (26 giugno 1622-26 febbraio 1656);
- Elisabetta Augusta (28 dicembre 1623-9 agosto 1677);
- Federico Cristiano (26 aprile 1625-17 luglio 1627);
- Cristiana (15 luglio 1626-1670);
- Edvige (15 luglio 1626-5 ottobre 1678);
- Maria Caterina (29 maggio 1628-1º settembre 1628);
- Dorotea Elisabetta (1º settembre 1629-18 marzo 1687).

Ebbe inoltre anche dei figli illegittimi
Da Kirsten Madsdatter ebbe:
- Christian Ulrik Gyldenløve (3 febbraio 1611-6 ottobre 1640);

Da Karen Andersdatter ebbe:
- Dorothea Elisabeth (1613-1615);
- Hans Ulrik Gyldenløve (10 marzo 1615-31 gennaio 1645), comandante.

Da Vibeke Kruse ebbe:
- Ulrik Christian Gyldenløve (Ibstrup, 7 aprile 1630-11 dicembre 1658), generale;
- Elisabeth Sophia Gyldenløve (1633-20 gennaio 1654).

Con la morte del figlio primogenito il principe Cristiano nell'estate del 1647 il trono di Danimarca e Norvegia rimase vacante dopo la susseguente morte, nel febbraio del 1648 del re Cristiano IV.
Durante questo periodo fu nominato dal Consiglio del Regno nuovo successore al trono il secondogenito di Cristiano, il Duca Federico salito al trono come Federico III di Danimarca.

## Albero genealogico
|                                   |                                    |                                   | Genitori                         |  |  | Nonni |  |  | Bisnonni                |  |  | Trisnonni                |  |
|                                   |                                    |                                   |                                  |  |  |       |  |  | Federico I di Danimarca |  |  | Cristiano I di Danimarca |  |
|                                   |                                    |                                   |                                  |  |  |       |  |  | Federico I di Danimarca |  |  | Cristiano I di Danimarca |  |
|                                   |                                    | Dorotea di Brandeburgo            |                                  |  |  |       |  |  | Federico I di Danimarca |  |  |                          |  |
| Cristiano III di Danimarca        |                                    |                                   |                                  |  |  |       |  |  | Federico I di Danimarca |  |  |                          |  |
|                                   |                                    | Anna del Brandeburgo              | Giovanni I di Brandeburgo        |  |  |       |  |  |                         |  |  |                          |  |
|                                   |                                    | Anna del Brandeburgo              | Giovanni I di Brandeburgo        |  |  |       |  |  |                         |  |  |                          |  |
|                                   |                                    | Anna del Brandeburgo              | Margherita di Turingia           |  |  |       |  |  |                         |  |  |                          |  |
| Federico II di Danimarca          |                                    | Anna del Brandeburgo              |                                  |  |  |       |  |  |                         |  |  |                          |  |
|                                   |                                    | Magnus I di Sassonia-Lauenburg    | Giovanni V di Sassonia-Lauenburg |  |  |       |  |  |                         |  |  |                          |  |
|                                   |                                    | Magnus I di Sassonia-Lauenburg    | Giovanni V di Sassonia-Lauenburg |  |  |       |  |  |                         |  |  |                          |  |
|                                   |                                    | Magnus I di Sassonia-Lauenburg    | Dorotea di Hohenzollern          |  |  |       |  |  |                         |  |  |                          |  |
| Dorotea di Sassonia-Lauenburg     |                                    | Magnus I di Sassonia-Lauenburg    |                                  |  |  |       |  |  |                         |  |  |                          |  |
|                                   |                                    | Caterina di Braunschweig-Lüneburg | Enrico IV di Brunswick-Lüneburg  |  |  |       |  |  |                         |  |  |                          |  |
|                                   |                                    | Caterina di Braunschweig-Lüneburg | Enrico IV di Brunswick-Lüneburg  |  |  |       |  |  |                         |  |  |                          |  |
|                                   |                                    | Caterina di Braunschweig-Lüneburg | Caterina di Pomerania-Wolgast    |  |  |       |  |  |                         |  |  |                          |  |
| Cristiano IV di Danimarca         |                                    | Caterina di Braunschweig-Lüneburg |                                  |  |  |       |  |  |                         |  |  |                          |  |
|                                   | Alberto VII di Meclemburgo-Güstrow | Magnus II di Meclemburgo-Schwerin |                                  |  |  |       |  |  |                         |  |  |                          |  |
|                                   | Alberto VII di Meclemburgo-Güstrow | Magnus II di Meclemburgo-Schwerin |                                  |  |  |       |  |  |                         |  |  |                          |  |
|                                   | Alberto VII di Meclemburgo-Güstrow | Sofia di Pomerania-Wolgast        |                                  |  |  |       |  |  |                         |  |  |                          |  |
| Ulrico III di Meclemburgo-Güstrow | Alberto VII di Meclemburgo-Güstrow |                                   |                                  |  |  |       |  |  |                         |  |  |                          |  |
|                                   |                                    | Anna di Brandeburgo               | Gioacchino I di Brandeburgo      |  |  |       |  |  |                         |  |  |                          |  |
|                                   |                                    | Anna di Brandeburgo               | Gioacchino I di Brandeburgo      |  |  |       |  |  |                         |  |  |                          |  |
|                                   |                                    | Anna di Brandeburgo               | Elisabetta di Danimarca          |  |  |       |  |  |                         |  |  |                          |  |
| Sofia di Meclemburgo-Güstrow      |                                    | Anna di Brandeburgo               |                                  |  |  |       |  |  |                         |  |  |                          |  |
|                                   |                                    | Federico I di Danimarca           | Cristiano I di Danimarca         |  |  |       |  |  |                         |  |  |                          |  |
|                                   |                                    | Federico I di Danimarca           | Cristiano I di Danimarca         |  |  |       |  |  |                         |  |  |                          |  |
|                                   |                                    | Federico I di Danimarca           | Dorotea di Brandeburgo           |  |  |       |  |  |                         |  |  |                          |  |
| Elisabetta di Danimarca           |                                    | Federico I di Danimarca           |                                  |  |  |       |  |  |                         |  |  |                          |  |
|                                   |                                    | Sofia di Pomerania                | Boghislao X di Pomerania         |  |  |       |  |  |                         |  |  |                          |  |
|                                   |                                    | Sofia di Pomerania                | Boghislao X di Pomerania         |  |  |       |  |  |                         |  |  |                          |  |
|                                   |                                    | Sofia di Pomerania                | Anna Jagellone                   |  |  |       |  |  |                         |  |  |                          |  |
|                                   |                                    | Sofia di Pomerania                |                                  |  |  |       |  |  |                         |  |  |                          |  |